# Lebreil
Lebreil foi uma antiga comuna francesa na região administrativa de Occitânia, no departamento de Lot. Estendia-se por uma área de 10,2 km². Em 2010 a comuna tinha 154 habitantes (densidade: 15,1 hab./km²).
Em 1 de janeiro de 2016, ela foi incorporada ao território da nova comuna de Montcuq-en-Quercy-Blanc.